# Chionoloma schimperiana
Chionoloma schimperiana là một loài Rêu trong họ Pottiaceae. Loài này được (Paris) M. Menzel mô tả khoa học đầu tiên năm 1992.